# Fifty Fifty
Fifty Fifty (кор. 피프티피프티; стилизовано под все заглавные буквы; произносится как: Фифти Фифти) — южнокорейская гёрл-группа, сформированная в 2022 году лейблом Attrakt. Коллектив состоит из пяти участниц: Кина, Шанель, Йевон, Хана и Афина. Первоначально состав состоял из четырех человек, но Сэна, Аран и Шио покинули его в 2023 году в связи с расторжением своих контрактов. Дебют состоялся 18 ноября 2022 года с мини-альбомом The Fifty.
Их вирусный сингл «Cupid» сделал Fifty Fifty самой быстрой K-pop группой, попавшей в американский Billboard Hot 100 и британский чарт синглов UK Singles Chart, сделав это в течение четырёх месяцев после дебюта. Кроме того, это сделало их первой женской группой Kpop, вошедшей в первую десятку британских чартов.
В 2023 году на фоне серии юридических споров и обвинений, связанных с контрактами группы и отношением к ней со стороны Attrakt, контракты Сэны, Аран и Шио были расторгнуты, и Кина осталась единственной участницей лейбла. Впоследствии было решено, что Fifty Fifty вновь дебютируют в сентябре 2024 года с Киной и четырьмя новыми участницами, присоединившимися к группе.

## Название
Название группы, Fifty Fifty, означает «50 идеалов против 50 реальностей», что дает понять, что существует 50%-ная вероятность реальности и 50%-ная вероятность мечты, а также они надеются быть на все 100 со своими поклонниками. Определяемый агентством как «светлый, полный надежд идеал, который сосуществует в жизни с болезненной, полной лишений реальностью, альбом, который представит Fifty Fifty, содержит смутную тревогу о будущем и волнующее предвкушение одновременно».

## История

### Формирование и пре-дебют
В 2019 году генеральный директор Attrakt Чон Хон Чжун и генеральный директор компании KAMP встретились в Сингапуре во время фестиваля и решили работать вместе над созданием глобальной женской группы, а KAMP отвечали за зарубежный маркетинг. К двум компаниям присоединился один из сотрудников KAMP и продюсер Ан Сон Иль (Siahn). Двенадцать стажеров были набраны компанией на год, начиная с декабря 2019 года, и в конечном итоге были сокращены до четырёх в результате ежемесячных оценок.
В январе 2021 года KAMP покинул проект из-за расхождений во взглядах на глобальную стратегию. В мае следующего года Ан и двое других сотрудников KAMP, которые были вовлечены в проект, уволились и основали The Givers: в то время как Чон отвечал за сбор денег, Ан выбрал музыкальное направление и обучал участниц теории музыки, пению, танцам, рэпу, актёрскому мастерству и английскому языку. На группу тратилось более 20-30 миллионов йен в месяц, и более миллиарда было инвестировано в производство четырёх музыкальных клипов.
До дебюта группы Сэна участвовала в танцевальном шоу KBS Dancing High.

### 2022—2023: Дебют сThe Fifty,The Beginning: Cupid, рост популярности и судебные разбирательства
10 ноября 2022 года Attrakt объявили название своей новой женской группы Fifty Fifty и опубликовали свой первый тизер, указывающий на то, что они готовы дебютировать. 14 ноября Fifty Fifty объявили, что дебютируют в ноябре, выпустив официальное изображение логотипа группы, размещенное во всех аккаунтах группы в социальных сетях. В тот же день на их официальном канале YouTube был выпущен предебютный клип на песню «Lovin Me». Участницы были представлены 15 ноября на фотографии их дебютного альбома, на которой впервые были указаны имена и дата дебюта, а также официальные фотографии участниц. В тот же день было также выпущено видео с исполнением песни «Log In».
18 ноября Fifty Fifty выпустили свой дебютный мини-альбом The Fifty, ведущим синглом которого стала песня «Higher». Альбом рассказывает о первом путешествии девушек, которые стремятся к свободе за пределами хаоса реальности и в конечном итоге переходят к утопии. Он состоит из четырёх треков — «Higher», в котором чувствуется влияние R&B-попа и в котором коллектив поет о мире экстаза и грёз. Продвижение альбома началось 22 ноября с их дебюта на The Show. Затем, 2 декабря, группа появилась на шоу Music Bank. Альбом не попал в чарт альбомов Circle, когда был впервые выпущен, но дебютировал на 44 месте в выпуске чарта, с продажами 2597 копий. Их дебютные выступления оставили сильное впечатление и удостоились положительных отзывов. Критик корейского журнала IZM Сон Сынгын оценил альбом в 4,5 балла из 5, что является самой высокой оценкой, которую журнал когда-либо давал женской группе. Он высказал мнение, что «Fifty Fifty — хороший пример того, что происходит, когда встречаются великие песни и хорошие исполнители. Благодаря им в Корее появилась ещё одна хорошая девчачья группа».
Fifty Fifty получили признание после того, как они были выбраны Грэмми в качестве одной из десяти женских групп, на которые следует обратить внимание в 2023 году, как на женские группы, которые «возьмут верх и определят, как K-pop музыка будет звучать и выглядеть в 2023 году и далее». В статье их дебютный мини-альбом The Fifty был назван блестящим альбомом: «На протяжении своих четырёх ослепительных треков квартет демонстрирует различные краски и вокальную зрелость, которые трудно найти, но важно иметь». Они также были названы одним из «Лучших K-pop дебютов года» по версии Rolling Stone India, а «Tell Me» и «Lovin Me» были включены в списки «Лучших K-pop песен 2022 года», составленные Paper и Mashable соответственно.
23 февраля 2023 года в своем твиттере группа объявила название своего фэндома, HUNNIES, что является сокращенной формой числа сотня (hundred), а также означает мед, используемое как ласковое выражение нежности между близкими.
24 февраля группа выпустила свой первый сингловой-альбом The Beginning: Cupid, а также музыкальное видео на заглавный трек «Cupid». В песне, которая была записана как на корейском, так и на английском языках, Кина написала часть корейских текстов. Вскоре после этого ускоренное исполнение английской версии, сделанное фанатами, стало вирусным в TikTok. В результате «Cupid» вошла в Billboard Hot 100 27 марта, что сделало их лишь шестой группой и самой быстрой K-pop группой в истории, достигшей этого.
19 июня участницы группы подали иск о приостановлении действия их эксклюзивных контрактов с Attrakt, сославшись на нарушение контрактных обязательств, а также отсутствие прозрачности в финансовых расчетах и медицинскую халатность во время рекламных акций группы. Они также подали заявку на регистрацию товарных знаков названия группы и своих сценических псевдонимов. Новость о судебном запрете была с опозданием доведена до сведения общественности после того, как Attrakt обвинили Warner Music Korea и Ан Сон Иля в попытке заставить участниц нарушить свои контракты и подписать их с другим агентством. В то время как обе стороны отклонили иск, Attrakt выдвинула уголовные обвинения против Ана и трех других лиц за мошенничество, нарушение служебных обязанностей и воспрепятствование ведению бизнеса.
Продолжающийся судебный процесс привел к расторжению рекламных контрактов и появлению KCON LA 2023, запланированному на 19 августа. Съемки музыкального клипа на песню «Barbie Dreams» из саундтрека к фильму Барби, выпущенного 7 июля, также сорвались.
28 августа Центральный районный суд Сеула встал на сторону Attrakt против Fifty Fifty, отменив судебный запрет. Юридическая фирма Fifty Fifty, Barun Law, заявила, что группа немедленно подаст апелляцию на увольнение. 17 октября одна из участниц, Кина, отозвала свой иск против Attrakt и вернулась в свое первоначальное агентство. 23 октября Attrakt объявила о расторжении эксклюзивных контрактов оставшихся трех участниц (Сэны, Арана и Шио) с 19 октября. 24 октября суд Сеула оставил в силе решение об отмене судебного запрета.
29 октября Attrakt объявили, что Кина выступит на церемонии вручения наград Billboard Music Awards от имени группы и планирует реорганизовать группу в будущем. 2 ноября было подтверждено, что группа продолжит работу со "вторым поколением" участниц, с Киной в составе, наряду с тремя новыми участницами. 24 ноября Fifty Fifty стала первой женской группой K-pop, вошедшей в Billboard Hot 100 по итогам года, после того, как «Cupid» заняла 44-е место в списке.

## Участницы
| Сценический псевдоним | Сценический псевдоним | Настоящее имя | Настоящее имя    | Дата рождения | Позиция в группе                     |
| Основной              | Другой                | На русском    | Оригинальное имя | Дата рождения | Позиция в группе                     |
| --------------------- | --------------------- | ------------- | ---------------- | ------------- | ------------------------------------ |
| Кина                  | Keena                 | Сон Чаг Ён    | 송자경           | 09.07.2002    | Главный рэпер, саб-вокалистка, центр |
| Шанель                | Chanelle              | Шанель Мун    | 문샤넬           | 14.06.2003    | Главная вокалистка                   |
| Йевон                 | Yewon                 | Сон Йевон     | 손예원           | 18.03.2005    |                                      |
| Хана                  | Hana                  | Им Харам      | 임하람           | 05.09.2006    |                                      |
| Афина                 | Athena                | Афина Ян      | 아테나           | 17.08.2007    | Маннэ                                |

## Дискография

### Мини-альбомы
- The Fifty (2022)
- Love Tune (2024)

## Фильмография

### Веб-шоу
| Год       | Название      | Примечания                   | Ссылка |
| --------- | ------------- | ---------------------------- | ------ |
| 2022—2023 | Fifty Company | Премьера 18 ноября 2022 года | [ 37 ] |